# Carmen Maura
Carmen García Maura, conhecida simplesmente como Carmen Maura  (Madri, 15 de setembro de 1945), é uma atriz espanhola.

## Início da carreira
Iniciou sua carreira no teatro e em filmes de baixo orçamento, até que em 1977 estreou Tigres de Papel, filme do diretor Fernando Colomo.

## Período almodovariano
Maura e Almodóvar se conheceram no final da década de 1970. Estavam fazendo a mesma peça de teatro em Madri. Ela participou do primeiro filme de Folle... folle... fólleme Tim!, não comercial em Super 8 e todos os filmes seguintes do diretor até Mulheres à Beira de um Ataque de Nervos(1988). No primeiro longa comercial do diretor, Pepi, Luci, Bom e Outras Garotas de Montão (1980), a atriz passou figurino e ajudou a conseguir dinheiro para a produção.
Os dois fizeram juntos—com Maura sempre no papel de protagonista—Folle... folle... fólleme Tim! (1977), Pepi, Luci, Bom e Outras Garotas de Montão (1980), Maus Hábitos (1983), O Que eu Fiz para Merecer Isto? (1984), Matador (1986), A Lei do Desejo (1987) e Mulheres à Beira de um Ataque de Nervos(1988).
Foi na entrega do Oscar, no ano em que "Mulheres" foi indicado, que o rompimento dos dois veio a público. Passou, então, a ser tratado com tintas de melodrama. O auge da cena pública se deu na entrega de um prêmio Goya, em 1990, quando Maura era apresentadora e Almodóvar foi convidado para homenageá-la. Ela recebeu um pedaço do muro de Berlim. Os fotógrafos deliraram.
Duas décadas depois de "Mulheres", o diretor convidou-a para fazer a matriarca fantasma de Volver (2006). Ela topou e o resultado foi brilhante. Contudo os dois jamáis voltaram a ser amigos e a relação se deu unicamente contexto profissional "Não sei se a pessoa que conheci ainda está lá. Ele ficou muito mais sério." disse em entrevista à Folha de S. Paulo. Pelo trabalho ela recebeu o  prêmio de Melhor Atriz no Festival de Cannes por .

## Vida pessoal
Descende do político Antonio Maura, que chegou a ser presidente do governo da Espanha.

## Filmografia

### Cinema
- Veneza (filme) (2021) ... Gringa
- El Menor de los males (2006)
- Nos chères têtes blondes (2006)
- Volver (2006) .... Vó Irene
- Free Zone (2005) .... Mrs. Breitberg
- Reinas (2005) .... Magda
- Entre vivir y soñar (2004) .... Ana
- Al otro lado (2004)
- La Promesa (2004) .... Celia
- 25 degrés en hiver (2004) .... Vovozinha
- Le Pacte du silence (2003) .... Mãe Emmanuelle
- Le Ventre de Juliette (2003) .... Júlia
- 800 balas (2002) .... Laura
- Valentín (2002/I) .... Avó
- Assassini dei giorni di festa (2002) .... Illuminata
- Clara y Elena (2001) .... Elena
- Arregui, la noticia del día (2001) .... Isabel
- El Palo (2001) .... Maite
- El Apagón (2001)
- La Comunidad (2000) .... Júlia
- Le Harem de Mme Osmane (2000) .... Madame Osmane
- Carretera y manta (2000) .... Concha
- Superlove (1999) .... Teresa
- Lisboa (1999) .... Berta
- El Cometa (1999) .... Lupe
- El Entusiasmo (1998) .... Maria
- Alice et Martin (1998) .... Jeanine Sauvagnac
- Elles (1997) .... Linda
- Alliance cherche doigt (1997) .... Geneviève Lechat
- Tortilla y cinema (1997) .... Carmen Maura, a estrela
- Vivir después (1997)
- Amores que matan (1996) .... Consuelo
- Le Bonheur est dans le pré (1995) .... Dolores Thivart
- El Palomo cojo (1995) .... Tia Victoria
- Parella de tres (1995) .... Ana
- El Rey del río (1995) .... Carmen
- Cómo ser infeliz y disfrutarlo (1994) .... Carmen
- Sombras en una batalla (1993) .... Ana
- Louis, enfant roi (1993) .... Anne d'Autriche
- La Reina anónima (1992) .... Ana Luz
- Sur la terre comme au ciel (1992) .... María García
- Chatarra (1991) .... Zabú
- Cómo ser mujer y no morir en el intento (1991) .... Carmen
- ¡Ay, Carmela! (1990) .... Carmela
- Bâton rouge (1988) .... Isabel Harris
- Mujeres al borde de un ataque de nervios (1988) .... Pepa
- 2.30 A.M. (1988)
- La Ley del deseo (1987) .... Tina Quintero
- Tata mía (1986) .... Elvira
- Delirios de amor (1986)
- Matador (1986) .... Julia
- Sé infiel y no mires con quién (1985) .... Carmen
- Extramuros (1985) .... Irmã Ana
- ¿Qué he hecho yo para merecer esto? (1984) .... Gloria
- Sal gorda (1984) .... Apresentadora
- El Cid cabreador (1983) .... Jimena
- Entre tinieblas (1983) .... Sóror Perdida
- Femenino singular (1982)
- Gary Cooper, que estás en los cielos (1980) .... Begoña
- El Hombre de moda (1980) .... Carmen
- Pepi, Luci, Bom y otras chicas del montón (1980) .... Pepi
- Aquella casa en las afueras (1980)
- La Mano negra (1980)
- Tal vez mañana... (1979)
- Café, amor y estereofonía (1979)
- Los Ojos vendados (1978)
- De fresa, limón y menta (1978)
- ¿Qué hace una chica como tú en un sitio como éste? (1978) .... Rosa
- Mi blanca Varsovia (1978)
- Menos mi madre y mi hermana (1978)
- Folle... folle... fólleme Tim! (1978)
- Tigres de papel (1977) .... Carmen
- El Libro del buen amor II (1976)
- La Mujer es cosa de hombres (1976)
- La Petición (1976) .... Chica
- Una Pareja como las demás (1976)
- Ir por lana (1976)
- Pomporrutas imperiales (1976)
- Leonor (1975)
- El Love feroz (1975)
- La Encadenada (1975)
- Vida íntima de un seductor cínico (1975)
- Don Juan (1974) .... Dona Inés
- Tanata (1974)
- Un Casto varón español (1973)
- El Asesino está entre los trece (1973)
- El Hombre oculto (1971)
- Mantis (1971)
- El Espíritu (1969)